# Lessing-Ring
Der Lessing-Ring ist neben dem Kulturpreis der deutschen Freimaurer und dem Humanitären Preis eine der Auszeichnungen, welche die Großloge der Alten Freien und Angenommenen Maurer von Deutschland vergibt.
Der Lessing-Ring wird seit 1966 in unregelmäßigen Abständen verliehen und ist als Symbol der Lessingschen Ringparabel zu verstehen, der die Preisträger „in die Kette derer einbindet, denen Menschlichkeit und Duldsamkeit, Freiheit und Brüderlichkeit als Grundsätze ihres Strebens und Handelns gelten“. Die Großloge will ihre besondere Verbundenheit mit dem jeweiligen Preisträger durch Überreichung des Ringes zeigen, „der in seiner Wertsetzung mehr sein soll als ein Geldpreis ausdrücken kann“.
Die bisherigen Träger des Lessing-Rings sind:
- Siegfried Lenz
- Golo Mann
- Lew Kopelew
- Arno Surminski
- Hans Küng

- 1966 Max Tau
- 1968 Erich Kästner

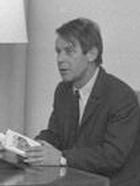
1970 Siegfried Lenz
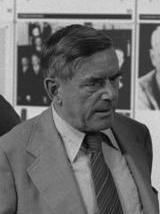
1972 Golo Mann
- 1974 Peter Huchel
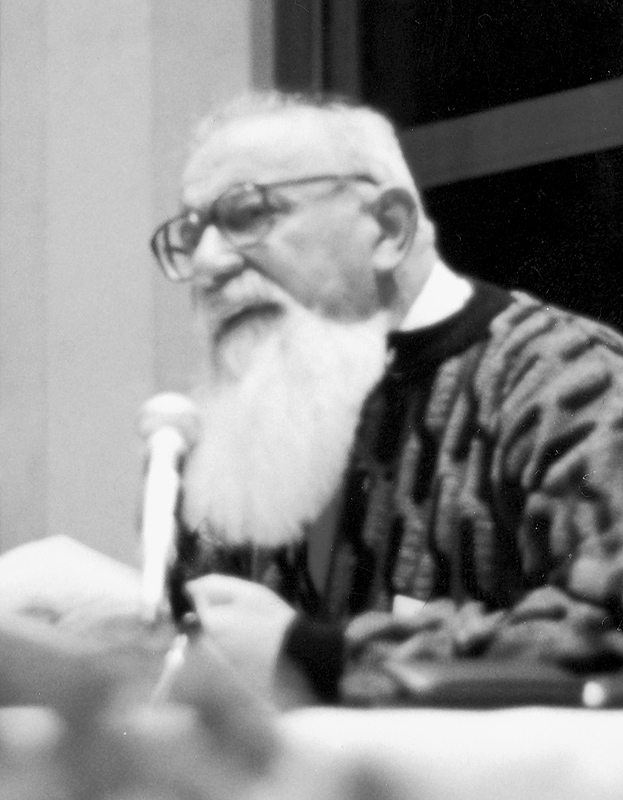
1983 Lew Kopelew
- 1993 Reiner Kunze
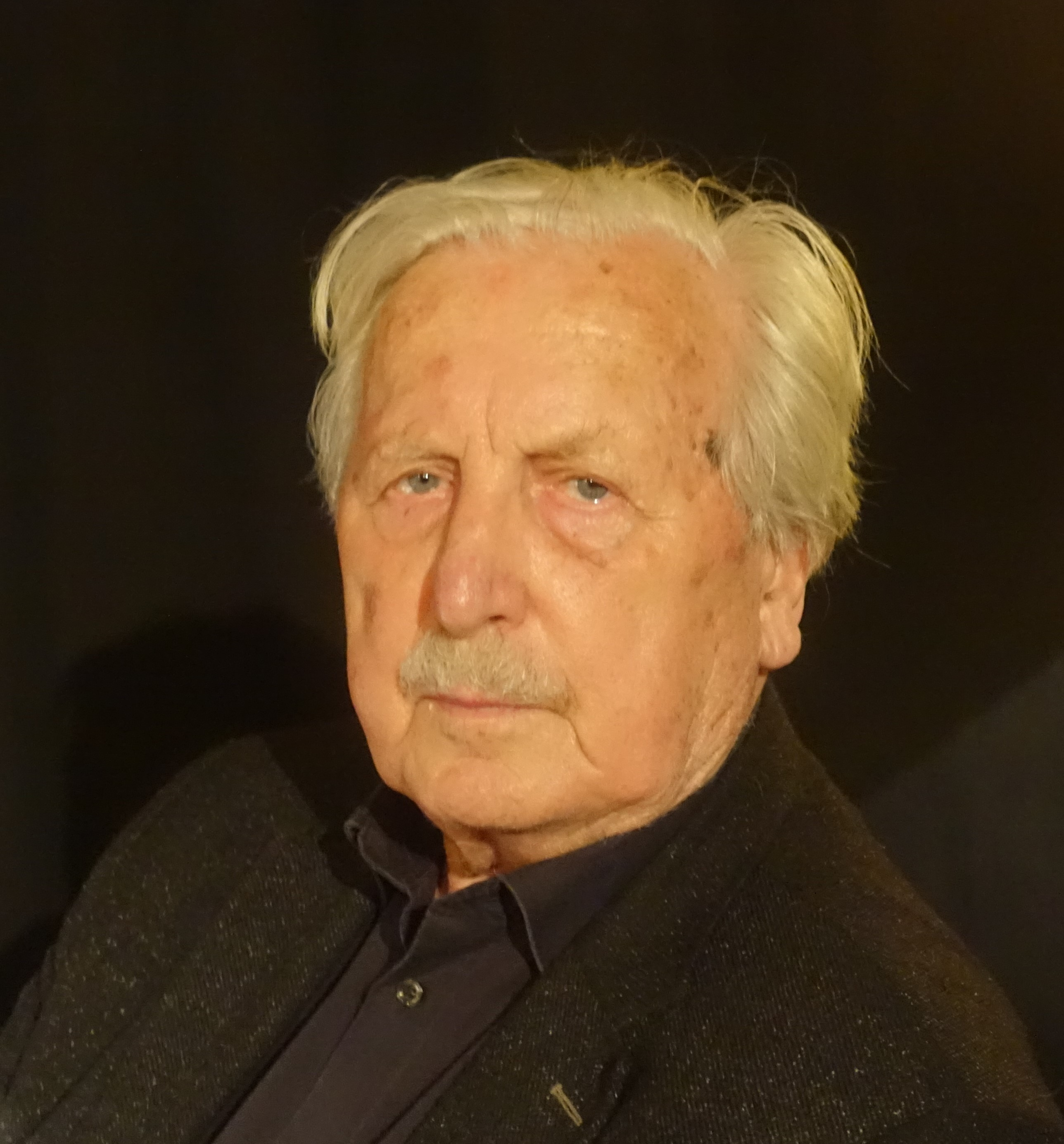
2001 Arno Surminski
- 2004 Rolf Appel
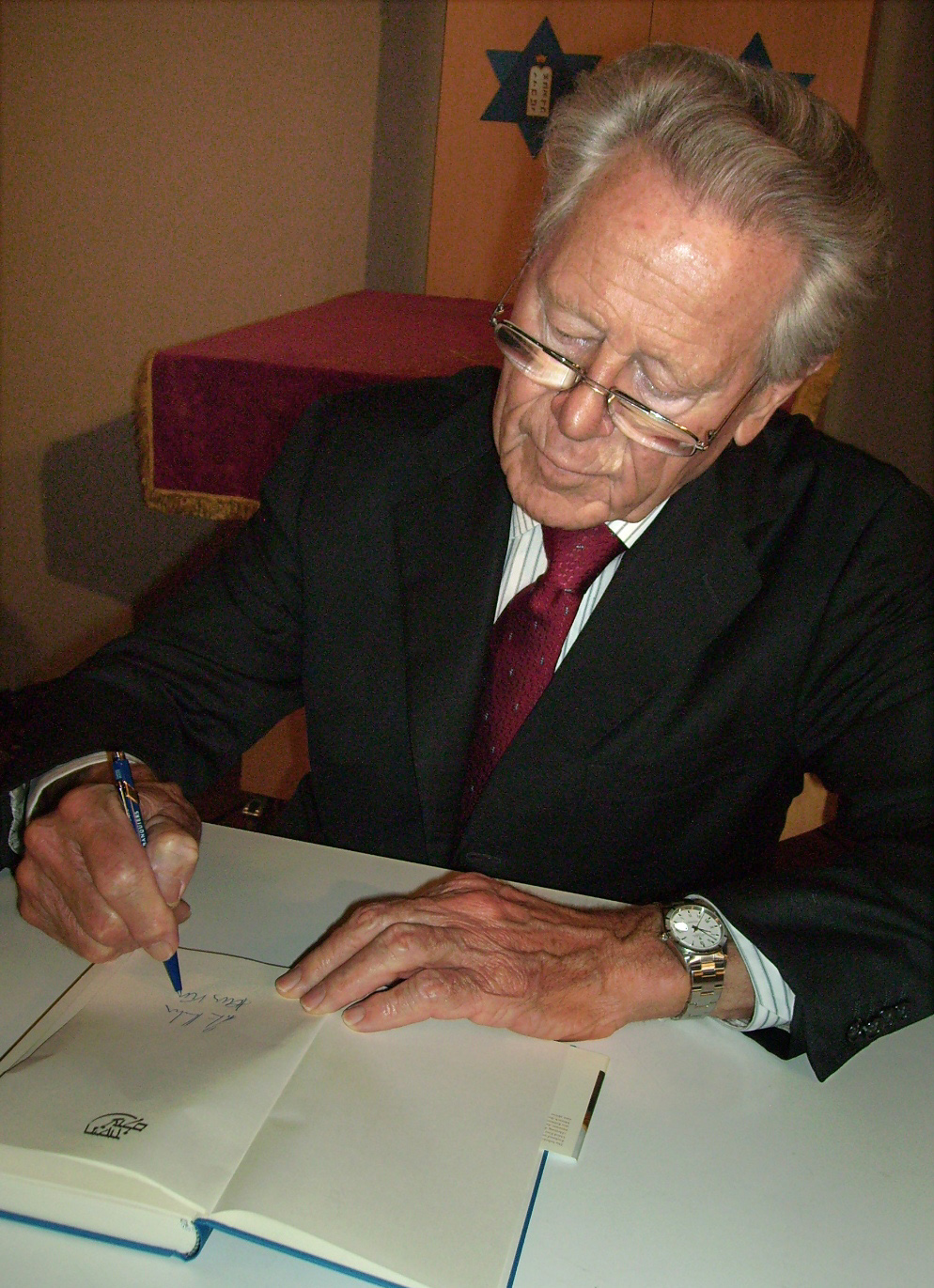
2007 Hans Küng

Bis auf Rolf Appel haben alle Träger des Lessing-Rings auch den Kulturpreis der deutschen Freimaurer erhalten.